# 金弘一 (1948年)
金弘一（韓語：김홍일，1948年1月21日—2019年4月20日），韩国政治人物，韩国国会前议员，大韩民国前总统金大中的长子。

## 生平
1948年1月21日，金弘一出生于全罗南道木浦市。毕业于庆熙大学政治与外交系，1975年取得政治外交硕士学位。1974年8月15日，迎娶尹庆彬的女儿。
1996年作为新政治国民会议党员当选国会议员。2000年作为新千年民主党党员再次当选。
2004年1月20日宣布退出新千年民主党，但在12天后的2月1日又重新加入该党，并在同年的选举中当选为比例代表。
2006年9月28日，金弘一因为收受安相泰的1.5亿韩圆的贿赂而被大韩民国大法院判处两年有期徒刑，缓期三年执行，罚款1.5亿韩圆，并因此失去议员资格。
2019年4月20日因柏金逊病去世，享年71歲。